# Pierre Eloy
Pour les articles homonymes, voir Eloy (homonymie).
Pierre-Lambert Eloy, dit Eloy de Burdinne, né à Namur le 7 octobre 1776 et mort à Burdinne le 15 janvier 1855, est un homme politique catholique, agronome et grand propriétaire foncier belge.

## Biographie
Fils de Pierre Joseph Eloy, docteur en médecine à Futvoie (Yvoir) et de Marie Barbe Malaquin, il épouse en premières noces Marie Catherine Éléonore Gilson de Burdinne, avant d’épouser ensuite Charlotte de Stassart, avec lesquelles il n'a aucun enfant. Ce second mariage lui permet d’obtenir les deux tiers de la seigneurie de Burdinne. Il entretient des relations conflictuelles avec son beau-frère le baron Goswin de Stassart, qui est de tendance politique libérale alors que Pierre Eloy est député catholique.

### Agronomie
Cet agronome, qui estime l'agriculture comme la plus grande fortune de la Belgique, promeut de façon vivace la culture de la betterave sucrière dans son pays, notamment en Hesbaye. Bien que sa politique de l’agriculture soit assez « progressiste », il s’oppose à la construction des premiers chemins de fer, lors des premières discussions au Sénat.
Il est également un grand propriétaire terrien avec des terres essentiellement situées à Burdinne (167 ha), Lamontzée (65 ha), Avin (6 ha), Hannêche (3 ha), Héron, Ciplet, Ville-en-Hesbaye.

### Politique
Cet homme politique est membre de la Chambre des représentants (1833-1848) et sénateur de l’arrondissement de Waremme (1848-1855). Il siège également au sein de la chambre de Commission de l’Agriculture, de l’Industrie et du Commerce (1835-1840, 1842-1846), de la commission de la Comptabilité (1835, 1846), de la commission d’Agriculture de Liège (1840-1850), de la commission des Pétitions (1848-1851) et de la Commission des Affaires Étrangères (1848-1854). Par ailleurs, il est membre des États provinciaux de Liège. Il est aussi décoré Chevalier de l’Ordre de Léopold en 1843.
Il s’investit de manière considérable dans la commune de Burdinne, dont il devient maire de 1815 à 1836, puis bourgmestre de 1836 à 1850. Il apporte de nombreuses aides à sa commune, notamment un don au bureau de bienfaisance de 7 hectares de terres, dont les revenus sont distribués aux démunis.  Il améliore également la voirie communale.

### Publications
- Observations critiques et raisonnées sur la loi de péréquation cadastrale, Bruxelles, 1836, 61 p.
- Opérations du cadastre. Avis aux délégués des communes à l’assemblée cantonale, Namur, 1833, 4 p.
- Réflexions sur les opérations du cadastre, Namur, 1833, 26 p.